# Englundgambiet
Het Englundgambiet is in de opening van een schaakpartij de ruil van een centrumpion tegen een tempo. Het is twijfelachtig en het wordt dan ook niet door de grootmeester gespeeld. De Zweedse schaker Fritz Englund heeft het geanalyseerd. Het gambiet begint met de zetten 1.d4 e5. Het is een variant in de halfgesloten spelen.
Meestal speelt wit dan 2.e4, maar als wit het pionoffer aanneemt kan zwart antwoorden met het Sollergambiet: 2.dxe5 f6.